# Амор, Гильермо
Гилье́рмо Амо́р Марти́нес (исп. Guillermo Amor Martínez; род. 4 декабря 1967, Бенидорм) — испанский футболист, выступал на позиции полузащитника. Известен по выступлениям за «Барселону». Имеет на своём счету 37 матчей в составе национальной сборной. Ныне — тренер.

## Карьера

### Клубная
Скауты «Барселоны» заметили Амора на юношеском турнире среди 13-летних игроков в его родном Бенидорме. Он выделялся своей игрой, причём, как позже выяснилось, играл он по поддельным документам и его реальный возраст — 11 лет. Несмотря на то, что в академии «Барселоны» только юноши старше 14 лет, для Амора было сделано исключение.
К играм основной команды «Барселоны» Амора, до этого выступавшего в юношеских командах и дубле, привлёк Йохан Кройф. Перед началом сезона 1988/89 Гильермо был включён в заявку «Барсы». Первоначально футболист выходил на замену, но проведённые им несколько удачных матчей принесли ему место в основе. В своём первом сезоне 21-летний Амор забил 8 мячей.
Всего на счету Гильермо 10 сезонов в составе «Барселоны», в Примере он провёл 311 матчей и забил 47 мячей. Амор стал обладателем всех трофеев на национальном уровне, а также выиграл несколько турниров на европейском и стал, в общей сложности, самым титулованным игроком в истории «Барсы». Причиной ухода футболиста из клуба послужил конфликт с Луи ван Галом.
В 1998 году Амор перешёл в «Фиорентину». Игрок провёл в Италии 2 сезона, после чего вернулся в Испанию, в «Вильярреал». Последним клубом Амора был шотландский «Ливингстон», где тот сыграл 3 матча в сезоне 2002—03.

### Международная
Амор дебютировал в сборной Испании в отборочном матче к Евро-92 с командой Чехословакии (2:3). В составе «красной фурии» Гильермо играл на двух крупных международных турнирах — чемпионате Европы 1996 (где на его счету победный мяч в решающем групповом матче с румынами) и чемпионате мира 1998 года.
Международную карьеру Амор завершил 5 сентября 1998 года в возрасте 30 лет. Последней игрой футболиста стал матч со сборной Кипра, который завершился победой киприотов 3:2. Всего на счету Амора 37 матчей и 4 мяча за сборную.

### Деятельность в структуре «Барселоны»
После завершения карьеры игрока, с 2003 по 2007 год Амор руководил футбольной базой и детскими командами «Барселоны».
В 2010 году вернулся в команду, получив должность спортивного директора молодёжных команд.

## Статистика выступлений

### Клубная статистика
| Выступление      | Выступление      | Выступление      | Лига | Лига | Кубок страны | Кубок страны | Еврокубки | Еврокубки | Другие | Другие | Итого | Итого |
| Клуб             | Лига             | Сезон            | Игры | Голы | Игры         | Голы         | Игры      | Голы      | Игры   | Голы   | Игры  | Голы  |
| ---------------- | ---------------- | ---------------- | ---- | ---- | ------------ | ------------ | --------- | --------- | ------ | ------ | ----- | ----- |
| Барселона Б      | Сегунда          | 1984/85          | 1    | 0    | 0            | 0            | —         | —         | —      | —      | 1     | 0     |
| Барселона Б      | Сегунда          | 1985/86          | 0    | 0    | 0            | 0            | —         | —         | —      | —      | 0     | 0     |
| Барселона Б      | Сегунда          | 1986/87          | 3    | 0    | 0            | 0            | —         | —         | —      | —      | 3     | 0     |
| Барселона Б      | Сегунда          | 1987/88          | 38   | 8    | 0            | 0            | —         | —         | —      | —      | 38    | 8     |
| Барселона Б      | Сегунда          | 1988/89          | 7    | 2    | 0            | 0            | —         | —         | —      | —      | 7     | 2     |
| Барселона Б      | Итого            | Итого            | 49   | 10   | 0            | 0            | 0         | 0         | 0      | 0      | 49    | 10    |
| Барселона        | Примера          | 1988/89          | 27   | 8    | 6            | 4            | 5         | 2         | 0      | 0      | 38    | 14    |
| Барселона        | Примера          | 1989/90          | 33   | 6    | 6            | 1            | 2         | 0         | 1      | 1      | 42    | 8     |
| Барселона        | Примера          | 1990/91          | 34   | 4    | 1            | 1            | 8         | 2         | 2      | 0      | 45    | 7     |
| Барселона        | Примера          | 1991/92          | 36   | 6    | 2            | 0            | 3         | 1         | 2      | 1      | 43    | 8     |
| Барселона        | Примера          | 1992/93          | 33   | 5    | 5            | 0            | 4         | 1         | 5      | 0      | 47    | 6     |
| Барселона        | Примера          | 1993/94          | 37   | 8    | 2            | 1            | 12        | 2         | 2      | 0      | 53    | 11    |
| Барселона        | Примера          | 1994/95          | 34   | 4    | 1            | 0            | 6         | 1         | 2      | 1      | 43    | 6     |
| Барселона        | Примера          | 1995/96          | 28   | 6    | 6            | 2            | 6         | 1         | 0      | 0      | 40    | 9     |
| Барселона        | Примера          | 1996/97          | 26   | 0    | 3            | 0            | 6         | 0         | 2      | 0      | 37    | 0     |
| Барселона        | Примера          | 1997/98          | 23   | 0    | 4            | 0            | 4         | 0         | 3      | 0      | 34    | 0     |
| Барселона        | Итого            | Итого            | 311  | 47   | 36           | 9            | 56        | 10        | 19     | 3      | 422   | 69    |
| Всего за карьеру | Всего за карьеру | Всего за карьеру | 360  | 57   | 36           | 9            | 56        | 10        | 19     | 3      | 471   | 79    |

## Достижения

### Командные
«Барселона»
- Чемпион Испании: 1991, 1992, 1993, 1994, 1998
- Обладатель Кубка Испании: 1990, 1997, 1998
- Обладатель Суперкубка Испании: 1991, 1992, 1994, 1996
- Победитель Кубка европейских чемпионов: 1992
- Обладатель Суперкубка УЕФА: 1992, 1997
- Победитель Кубка обладателей кубков: 1989, 1997

## Личная жизнь
Амор женат, жену футболиста зовут Марта. У пары трое сыновей — Александр, Гильермо и Даниель.
16 декабря 2007 года Амор попал в автомобильную аварию. На трассе AP-7 «Range Rover» футболиста вылетел с дороги и врезался в бетонное ограждение. Амору потребовалась операция и недельная реабилитация в клинике.